# Weißtannen-Haarbecherchen
Das Weißtannen-Haarbecherchen (Lachnellula subtilissima) ist eine Pilzart aus der Familie der Lachnaceae.

## Merkmale
Das Weißtannen-Haarbecherchen bildet gestielte kelchförmige 1–5, in Ausnahmefällen auch bis zu 8 mm breiten Fruchtkörper aus, die außen dicht weißhaarig bewachsen sind und deren Fruchtscheibe (Hymenium) orange-rötlich ist. Die Haare sind hyalin, septiert und feinkörnig. Die zylindrisch-keuligen Asci messen zwischen 50–65 × 4–5,5 μm. Die Sporen sind breit spindelig und werden (5)6–7(9) × 2–2,5 μm groß. Die Paraphysen sind fadenförmig und oft mehrfach verzweigt.

## Ökologie
Das Weißtannen-Haarbecherchen kommt saprobiontisch auf abgestorbenen Zweigen von Weißtanne, aber auch auf Fichte und selten auf Lärche vor.
Es ist in Mitteleuropa recht häufig. Die Datenbank der Pilze Österreich hat Belege aus allen Bundesländern außer Burgenland und Wien.